# Matías Chiacchio
Matías Alejandro Chiacchio (n. 13 mai 1988, Necochea⁠(d), Buenos Aires, Argentina) este un fost fotbalist internațional argentinian.
Și-a început cariera în Italia la Calcio Lecco⁠(d) 1912 în serie C. Mai târziu a jucat pentru Olympique Lyonnais și Deportivo Alavés.